# Цевио (Верона)
Цевио (итал. Zevio) је насеље у Италији у округу Верона, региону Венето.
Према процени из 2011. у насељу је живело 12035 становника. Насеље се налази на надморској висини од 29 м.

## Становништво
Према резултатима пописа становништва 2011. у општини је живело 14.413 становника.
| 1931. | 1936. | 1951. | 1961. | 1971. | 1981. | 1991.  | 2001.  | 2011.  |
| ----- | ----- | ----- | ----- | ----- | ----- | ------ | ------ | ------ |
| 8.807 | 8.974 | 9.457 | 8.795 | 8.828 | 9.883 | 10.168 | 12.035 | 14.413 |

## Партнерски градови
- Arborea